# Lopburi (província)
Lop Buri é uma província da Tailândia. Sua capital é a cidade de Lopburi.

## Distritos
A província está subdividida em 11 distritos (amphoes). Os distritos estão por sua vez divididos em 124 comunas (tambons) e estas em 1110 povoados (moobans).

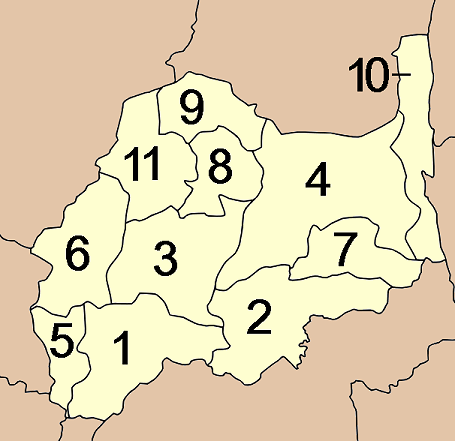
Distritos da província

| 1. Lopburi 2. Phatthana Nikhom 3. Khok Samrong 4. Chai Badan 5. Tha Wung 6. Ban Mi | 1. Tha Luang 2. Sa Bot 3. Khok Charoen 4. Lam Sonthi 5. Nong Muang |